# شعب الكوجي
شعب الكوجي، بالإنجليزية (KOH-gee)، وفي علم الأصوات للغة الإنجليزية (/koʊɡi/)، أو كوغي، أو كاغابا، وتعني «النمر الأمريكي» أو "اليغور"، بلغة كوجى، هي مجموعة عرقية أصلية تعيش في جبال سييرا نيفادا دي سانتا مارتا في شمال كولومبيا. واستمرت ثقافتهم منذ العصر ما قبل الكولومبي.

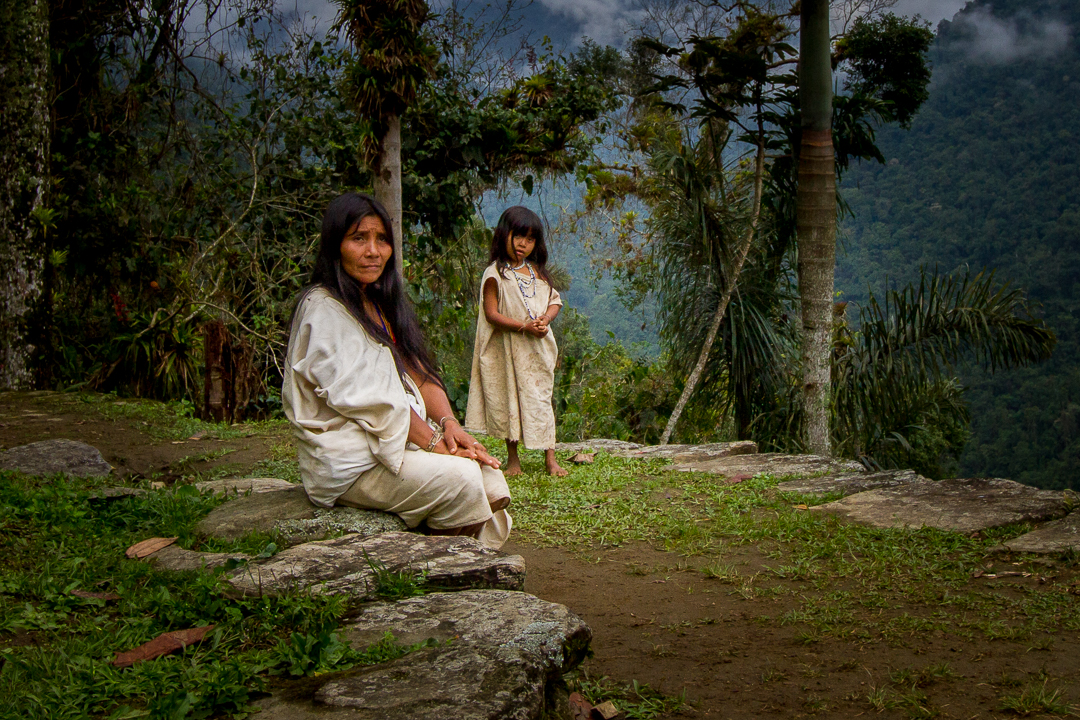
امرأة وطفل من شعب الكوجي على أحد المدرجات في سيوداد بيرديدا ، كولومبيا (2017)

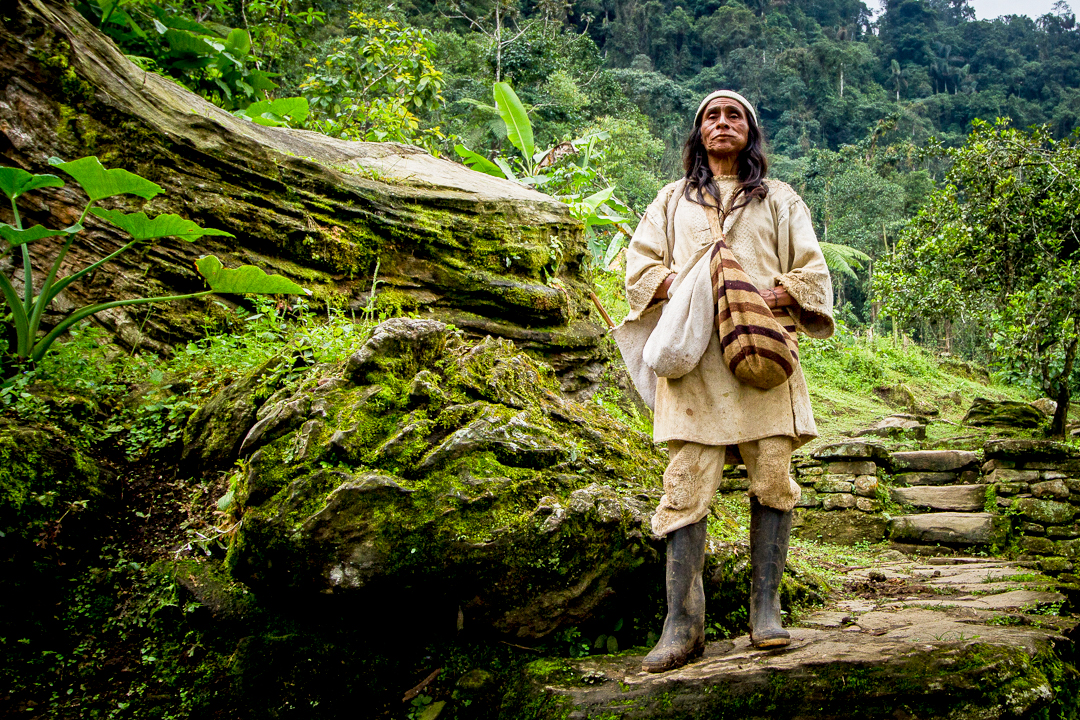
رجل من كوجي شامان في سيوداد بيرديدا، كولومبيا (2017)

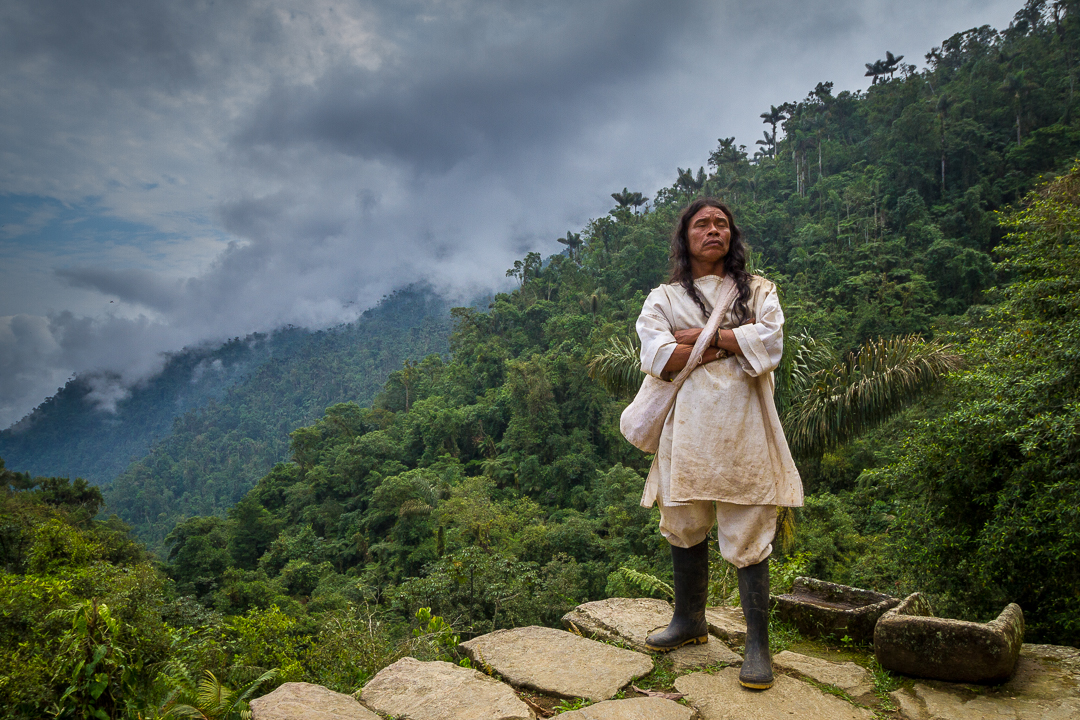
رجل كوجي على أحد المدرجات في سيوداد بيرديدا ، كولومبيا (2017)

## اللغة
تنتمي لغة كوجي إلى عائلة تشيبشان.

## تاريخ
الشعب الكوجي هم أحفاد ثقافة تيرونا ، التي ازدهرت قبل عصر الغزو الإسباني. كانت تيرونا حضارة متقدمة حيث أنها بنت وأنشأت العديد من الهياكل الحجرية والمسارات في الغابات. صنع الشعب الكوجي العديد من المصنوعات الذهبية التي كانوا يعلقونها في الأشجار وحول أعناقهم. طريقة عيشهم قديما لم تكن تختلف كثيرا عن العصر الحالي. قبل وصول الغزاة الإسبان، أُجبروا على الانتقال إلى المرتفعات عندما غزا شعب كالينا حوالي 1000 ق.م. وقد ثبت أن قرار الفرار إلى الجبال مفيد واستراتيجي بحلول الوقت الذي دخلت فيه إسبانيا كولومبيا في القرن الخامس عشر.[بحاجة لمصدر]
في وقت لاحق، جاء المبشرون وبدأوا أيضا في التأثير على أسلوب حياتهم، وبناء كنائس وجوقات ترتيل وسط قراهم لتدريب ودفع السكان المحليين لاعتناق المسيحية. في السنوات التي تلت ذلك، ظل الشعب الكوجي في ديارهم في الجبال، مما سمح لهم بالهروب من أسوأ آثار الاستعمار وساعدهم في الحفاظ على أسلوب حياتهم التقليدي.

## معتقدات روحية

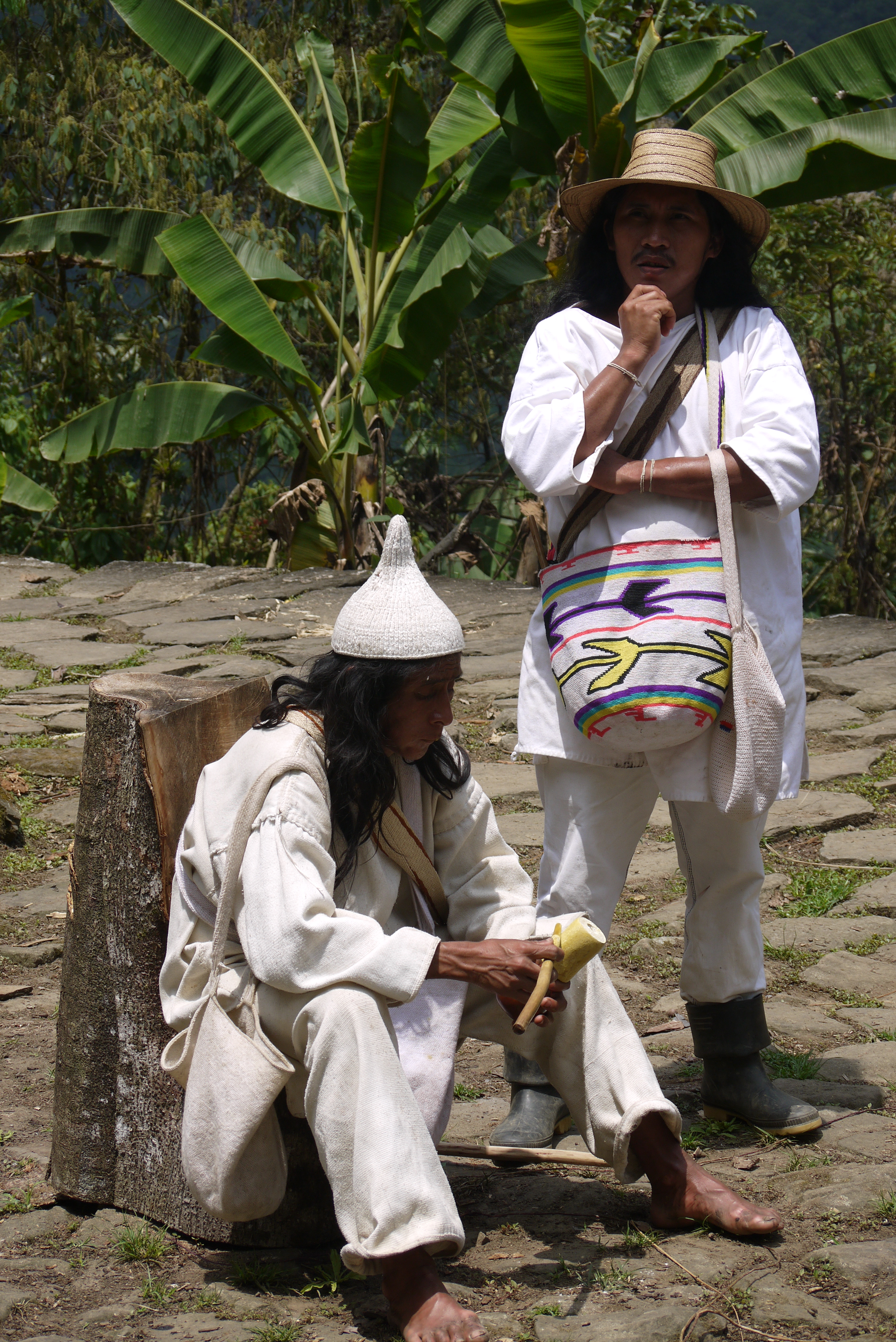
رجل من كوجي شامان (2014)

يستند شعب الكوجي في حياتهم إلى إيمانهم بـ «ألونا» أو «الأم الكبرى»، شخصية خالقهم، حيث يعتقدون أنهم القوة الكامنة وراء الطبيعة. يظن شعب الكوجي أن الأرض كائن حي، ويرون أن البشرية «أطفالها». ويقولون إن أعمالنا المتمثلة في الاستغلال والدمار والنهب من أجل الموارد تضعف «الأم الكبرى» وتؤدي إلى تدميرنا.
مثل العديد من القبائل الأصلية الأخرى، يكرم شعب الكوجي الجبل المقدس الذي يسمونه «غوناويندوا»، والمعروف أيضا باسم جبل بيكو كريستوفال كولوم. يعتقدون أن هذا الجبل هو «قلب العالم» وهم «الإخوة الكبار» الذين يهتمون به. ويقولون أيضا أن الحضارة الخارجية هي «الأخوة الصغار» الذين أرسلوا بعيدا عن قلب العالم منذ وقت طويل.
منذ ولادتهم، يتبنى شعب الكوجي أعضاء مجتمعهم المسمى «ماموس» (والذي يعني الشمس في لغتهم)، من أجل التوجيه، الشفاء، والقيادة. ولا ينبغي الخلط بين الماموس والشامان أو الكهنة، بل يجب اعتبارهم كهنة قبليين لهم أدوار تحظى باحترام كبير في مجتمع كوجي. «الماموس» يخضع لتدريب صارم لتولي هذا الدور. ويتم أخذ الأطفال الذكور المختارين منذ ولادتهم ووضعهم في كهف مظلم طوال السنوات التسع الأولى من حياتهم لبدء هذا التدريب. في الكهف، يقوم كبير الماموس وأم الطفل برعاية، إطعام، تدريب وتعليم الطفل ليرتبط بـ «ألونا» قبل دخوله إلى العالم الخارجي.
من خلال التركيز العميق، العروض الرمزية، والتلويح، يعتقد الماموس أنهم يدعمون توازن التناغم والإبداع في العالم. وفي هذا المجال أيضاً يتم تغذية جوهر الزراعة: البذور مباركة في «ألونا» قبل زراعتها، لضمان نموها بنجاح؛ والزواج مباركة لضمان الخصوبة؛ وتقدم الاحتفالات لمختلف أرواح العالم الطبيعي قبل أداء مهام مثل الحصاد وبناء أكواخ جديدة.
ظل ماموس شعب الكوجي معزولين عن بقية العالم منذ الغزو الإسباني. ومن أجل الحفاظ على أسلوب حياتهم التقليدي، نادرا ما يتفاعلون مع العالم الحديث أو مع الحضارة الخارجية. لا يسمح للغرباء داخل أراضي أجدادهم. ويقول الماموس إن توازن بيئة الأرض كان يعاني بسبب الدمار الذي لحق بالموارد في العصر الحديث على يد الأخ الأصغر. ويعتقدون بدورهم أن عملهم كأخ أكبر له دور أساسي في المساعدة على إطالة أمد الحياة على الأرض وحمايتها.
في محاولة يائسة لمنع وقوع المزيد من الكوارث الإيكولوجية والدمار، كسر ماموس شعب الكوجي صمتهم وسمحوا لطاقم أفلام صغير لهيئة الإذاعة البريطانية، بي بي سي بدخول حضارتهم الجبلية المعزولة لسماع رسالتهم وتحذيرهم للأخ الأصغر. وتم التعبير عن الرسائل والتحذيرات اللاحقة في الفيلم الوثائقي من «قلب العالم - تحذير الأخ الأكبر على يوتيوب». وبعد تصوير الفيلم الوثائقي، عاد الماموس إلى عملهم في عزلة وطلبوا من الغرباء عدم القدوم إلى أرضهم.
سرعان ما أدرك شعب الكوجي أن رسالتهم وتحذيرهم لم يلتفت إليهما الأخ الأصغر، وبدلا عن ذلك، وكما توقعوا، حدثت كوارث كثيرة واستمر تدمير العالم الطبيعي بوتيرة أسرع. في المقابل إتصلوا بنفس المصور بعد عشرين سنة لإعطاء رسالة أخيرة. أصبح بعد ذلك «ألونا»، وهو فيلم وثائقي من صنع الماموس أنفسهم حيث يعطون تحذيرا ثانيا ويقولون أنهم اختاروا أن يشاركوا علومهم السرية مع الأخ الأصغر حتى من المساعدة في تغيير العالم إلى الأفضل.

### علم الكونيات والمفاهيم الاجتماعية والدينية
ترتبط ديانة شعب الكوجي التقليدية ارتباطا وثيقا ببنية الفضاء الكوني الموجودة في التعبيرات الثنائية. وعلى المستوى الكوني، تقسم الشمس الكون إلى نصفي الكرة الأرضية: الشرق/الغرب، وبالتالي اليمين/اليسار. ويستخدم شعب الكوجي هذه الفكرة الثنائية لتوضيح عدد من الفواصل الدنيوية: الرجل/المرأة، الذكر/الأنثى، الحرارة/البرد، الضوء/الظلام، واليمين/اليسار. وهم يعتقدون أن كل مجموعة من هذه المجموعات مناقضة تكاملية. داخل كل زوج، واحد لا يمكن البقاء على قيد الحياة دون الآخر. وفي حالة الخير (اليمين)/الشر (اليسار)، يعتقد الكوجي أن ارتكاب خطيئة ما بين الحين والآخر يخدم كمبرر لوجود الخير. إن هذه المعارضات الطبيعية تشكل وسيلة للحفاظ على توازن المجتمع أو «اتفاقه» (يولوكا).
ينقسم نصفي الكرة الأرضية إلى أربعة أجزاء: الشمال/الجنوب/الشرق/الغرب. وفي إطار هذه النقاط المرجعية الأربع، ارتبط شعب الكوجي بتوجه إطارهم الديني إلى الجنوب/الشرق باعتباره طيباً/خفيفاً، وبالشمال/الغرب بوصفه شريراً/مظلماً. وقد أثرت هذه البنية الكونية على أربعة مداخل لكل قرية، وأربعة عشائر رئيسية، وقسمت سييرا نيفادا إلى أربعة أقسام. واتباعا لهذا المفهوم، نظموا المنازل الاحتفالية ومواقع العرض المقدسة إلى أربعة أرباع. في البيت الاحتفالي، يتم سحب خط أسفل منتصف دائرة، الذي يقسم الرجال إلى الجانب الأيسر حيث الرجال «يعرفون أكثر»، والجانب الأيمن التكميلي من الرجال الذين «يعرفون أقل».
في نظام من أربعة رباعيات، تلتقي الخطوط الأربعة حتما في الوسط، مما يخلق بعدا خامسا للفضاء الكوني. والنقطة المركزية ذات أهمية كبيرة لشعب كوجي.حيث سييرا نيفادا دي سانتا مارتا يمثل مركز الكون. خلال الحفل، هذه هي النقطة التي يدفن فيها المامو العروض المقدسة الأربعة و «يتحدث مع الله». في مركز الدائرة، وحيث يضع مقعدًا صغيرًا على المكان حيث يتلقى ويجيب على أسئلة الفضاء الكوني.
في علم الكونيات الخاص بشعب الكوجي، أضافوا ثلاثة أبعاد إلى المعيار الشمال/الجنوب/الشرق/الغرب: سمت الرأس، النظير والمركز. وهذا النظام الثابت للنقاط يشبه البيضة، ويصاغ إلى تسع مراحل/طبقات من التطور. الآلهة الأم، خالقة الكون والبشرية، خلقت البيضة الكونية. تنقسم الطبقات الأفقية من البيضة إلى قسمين من أربعة عوالم حيث يقيم الإنسان (الطبقة الخامسة) في المركز. البيضة الكونية تمثل أيضا رحم الأم الإلهة وسييرا نيفادا. وبسبب هذا، بنى شعب الكوجي هيكل البيت الاحتفالي كنسخة طبق الأصل من الكون.

### العادات الجنائزية
يشارك الماموس في مختلف الطقوس للاحتفال بدورة حياة الفرد منذ ولادته وحتى وفاته. وتشمل هذه الاحتفالات العروض والرقصات غيرها من الطقوس. وعلى الرغم من الاحتفال بكل دورة حياة، فإن التركيز على عادات الدفن كان ذا أهمية كبيرة لشعب كوجي. وفي هذه القبيلة، لا ينظر إلى الموت على أنه حدث مأساوي بل على أنه «تحقيق للحياة». وتستمر عملية الدفن عادة لمدة ساعتين تقريبا وتتم بدون صلوات أو غناء. لمتابع من الخارج، الطقوس قد تبدو بسيطة أو بدون عمق لمثل هذه القبيلة الروحية. ما لا يدركه المشاهد هو أن العادات الجنائيّة لها مفاهيم فلسفية ومعاني عميقة تتجاوز بُعد العالم الغربي.
طقوس الدفن هي فعل «تجميل». عندما يموت الإنسان، يعيده الماموس إلى رحم الإلهة الأم.
و تملي القائمة أدناه ثمانية مكونات من طقوس الدفن التي حللها عالم الأنثروبولوجيا جيراردو ريشيل دولماتوف.
1. تحويل لفظ المقبرة إلى «قرية الموت» و«بيت الموت»؛ تحويل لفظ القبر إلى «بيت» و «رحم».
2. وضع الجثة بطريقة مرنة، موضوعة في شبكة حمل، مع ربط الحبل بالشعر.
  - تمثل الشبكة مشيمة الرحم، التي ترتبط بحبل سري يتم قطعه بعد تسعة أيام. يسمح هذا للشخص أن يولد من جديد في عالم آخر.
3. تستريح الجثة على الجانب الأيسر والرأس متجه نحو الشرق.
  - الشرق هو اتجاه الشمس وضوء الكون.
4. تركيز ملحوظة على اليمين واليسار: وضع اليدين؛ موضع الجثة يتحول اليسار واليمين يتحول.
  - عندما يستدير الشخص، فإنه يخلق حركة المحور الكوني.
5. وضع القرابين على جوانب ووسط وأعلى حفرة الدفن.
  - هذا الموضع يتعلق بالنقاط المقدسة: الشمال / الجنوب / الشرق / الغرب / سمت الرأس/ النظير / المركز
6. تحويل لفظ القرابين إلى «طعام للموتى».
  - لا يتكون الموتى من أسلاف فحسب، بل يتكونون أيضًا من كائنات أسطورية لأسياد النباتات والحيوانات. إن تناول هذا العرض له علاقة وثيقة بالجماع. يرمز الطعام إلى السائل المنوي للذكور وأيضًا إخصاب الكائن الخارق وبالتالي يخدم طريقة لمضاعفة القربان. على سبيل المثال، إذا تم تقديم عرض نبتة الذرة، فإن الموجود يشكل غذاءًا وحافزًا لإنجاب المزيد من الذرة.
7. سلوك «فتح» و «إغلاق المنزل».
8. التنقية عن طريق الدوران.
  - بقلب الجثة بسرعة، يصبح المرء غير مرئي وغير معرض للموت. لمدة تسعة أيام وليالٍ، تتجول الروح في رحلة تنتهي بولادتها من جديد.[13]

## التقاليد
لشعب الكوجي العديد من الخصائص التي تحدد ثقافتهم. فعلى سبيل المثال، يتلقى جميع رجال كوجي «البوبورو» عندما يبلغون سن الرشد. البوبورو هو عبارة عن فاكهة بقشرة قاسية صغيرة، مجوفة ومملوء بـ «ليما»، وهو نوع من المسحوق الذي يصنع عن طريق تسخين وسحق القشور لإنتاج الجير. كما يقوم الرجال باستمرار بمضغ أوراق الكوكا، وهو تقليد تتبعه العديد من القبائل الأصلية لربطها بالعالم الطبيعي. بينما يمضغون أوراق الكوكا، يمتصون مسحوق الجير في البوبورو، الذي يستخرجونه بعصا، ويفرك الخليط على البوبورو بالعصا لتشكيل طبقة أو قشرة صلبة. حجم هذه الطبقة يعتمد على النضج والعمر لرجل الكوجي

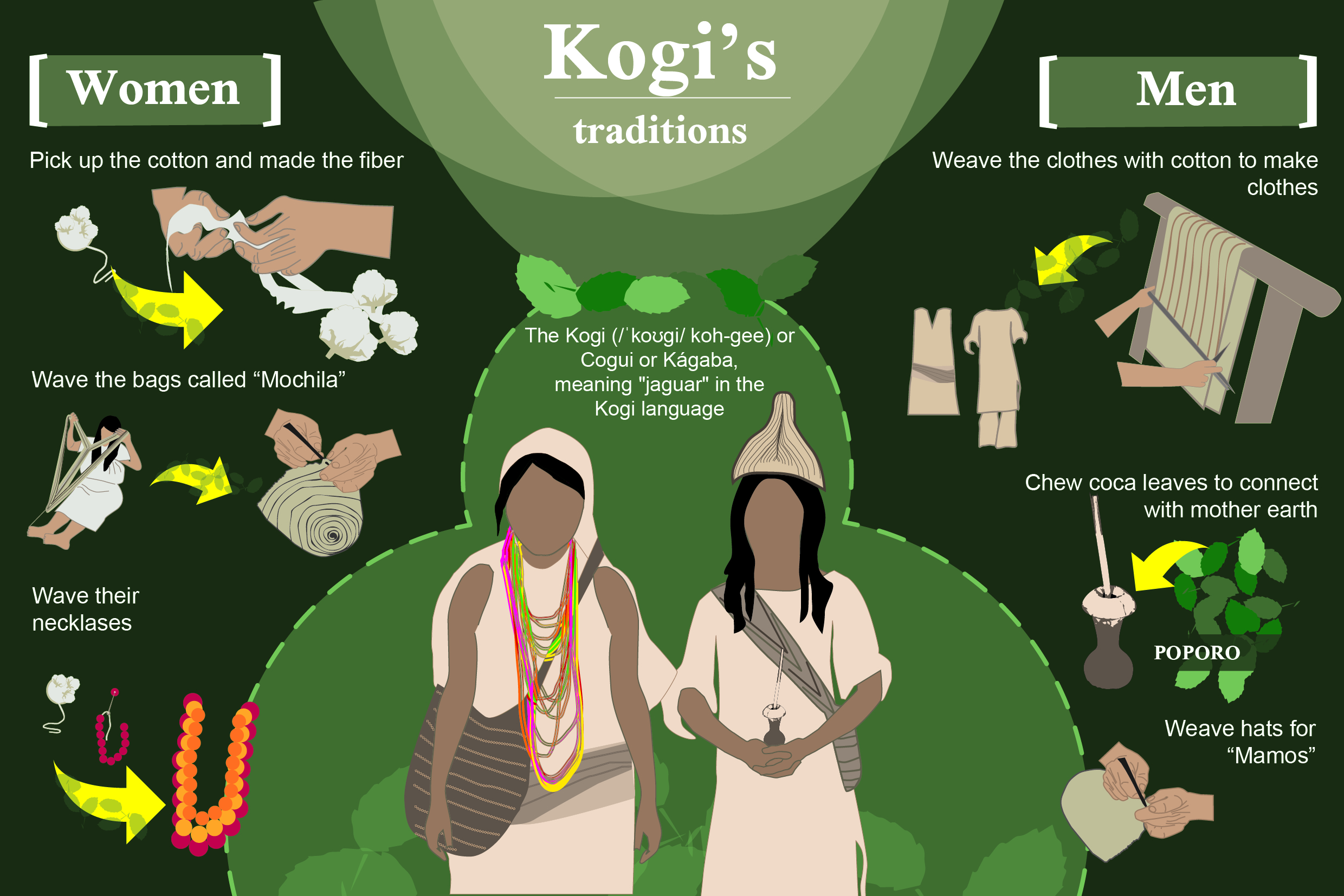
الاختلافات بين النساء والرجال في ثقافة كوجي مهمة للغاية ؛ لديهم أدوار محددة أساسية لتقاليدهم. تُظهر هذه الصورة ملابسهم والأشياء النموذجية التي يستخدمونها في حياتهم اليومية المشتركة.

يحمل جميع رجال ونساء كوجي الحقائب التقليدية على أكتافهم. يُسمح للنساء فقط بنسج الحقائب. العديد من الأشياء التي يتم حملها داخل الحقيبة سرية ولا يعرفها إلا صاحبها. تحتوي الحقائب التي يحملها الماموس على أشياء تقليدية مقدسة. عندما يلتقي رجلان من شعب الكوجي، يستخدمان التحية المعتادة، وهي تبادل حفنة من الكوكا.

## أسلوب الحياة
لدى كل من رجال ونساء شعب الكوجي أساليب بسيطة من اللباس. النساء تختار، وتدور الصوف والقطن بينما الرجال يقومون بنسج القماش. الملابس للرجال تتكون من بنطال بسيط ومربوط بخيوط في الخصر. ملابس النساء، تتكون من طول واحد من القماش ملفوفة حول أجسادهم كثوب. كل كوجي يرتدي فقط الملابس البيضاء النقية. يقولون أن الأبيض يمثل الأم الكبرى وبالتالي نقاء الطبيعة.
يعيش شعب الكوجي في سلسلة من القرى تسمى كويبولوس، تحتوي على أكواخ دائرية مصنوعة من الحجر والطين وأوراق النخيل. الرجال يعيشون في كوخ منفصل عن النساء والأطفال. تحتوي كل قرية على كوخ كبير يسمى «نوهو» أو معبد حيث يسمح للرجال فقط بالدخول إليه. في «نوهو» تناقش أمور كثيرة وتتخذ قرارات. كما تحدث الكهانة والتركيز في هذه المعابد. ولا يسمح للنساء لأنهم يعتقدون أن النساء أكثر ارتباطا بالأم الكبرى وليست لديهن أية حاجة لدخول المعبد. يوجد أيضا نساء قساوسة في القرى.
تجري جميع المشاورات مع الماموس، ويستند العديد من القرارات إلى حكمتهم ومعرفتهم. ويقوم الماموس بترتيب العديد من زيجات شعب الكوجي لضمان أكثر خصوبة للمجتمعات. فالزيجات ليست إجبارية، ولا يسمح بشراء أو بيع النساء، رغم أن النساء اللاتي لا تتجاوز أعمارهن 14 سنة يمكن أن يتزوجن ولديهن أطفال. ولا يسمح شعب الكوجي بإساءة معاملة المرأة. ليس من غير المألوف العثور على زيجات لم يتم ترتيبها، ولكنهم لا يوافقون أيضا على كسر الزيجات المدبرة.

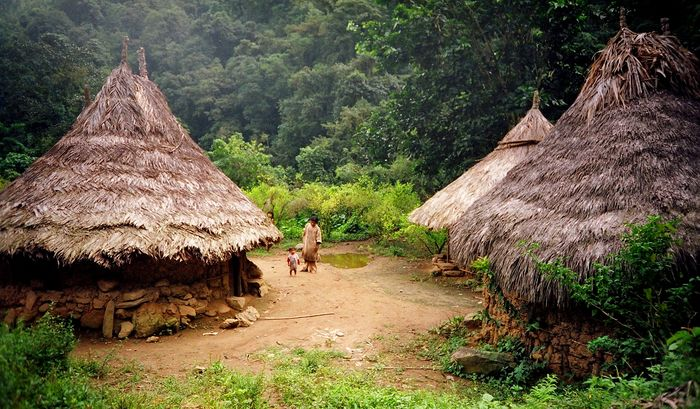
أكواخ كوجي (2004)

يتم نقل الحقول والمنازل والماشية من الأم إلى البنت وكذلك من الأب إلى الابن، وهو الأصل الثنائي لهذه الأشاء. وهناك أيضا النسب الموازي العادي للأشياء الشخصية، بما في ذلك الأشياء الطقوسية التي هي ملكية الذكور والأبناء. ولكن بعض الحقوق أو الأسماء أو الرابطات تنحدر منصلة القرابة.
تعتبر المحاصيل الشائعة للتجارة هي السكر والبن. يتم تحويل الكثير من السكر إلى «بانيلا»، وهو نوع من السكر البني الكولومبي الصلب. وتقوم النساء بمعظم مهام غراسة الخضروات، ولكن في المقابل، الزراعة مسؤولية الأسرة بأسرها.

## شعب الكوجي في العصر الحالي
يمارس شعب الكوجي الزراعة باستخدام أساليب القطع والحرق الزراعية؛ وتميل كل أسرة إلى المزارع على ارتفاعات متفاوتة من سييرا نيفادا، فتنتج محاصيل مختلفة لتلبية مجموع احتياجاتها. كما يقومون بتربية الماشية في المرتفعات.
بدأ شعب الكوجي في تصوير الفيلم الوثائقي «ألونا» عام 2012، الذي يعد تكملة لفيلم بي بي سي الوثائقي «من قلب العالم: تحذير الأخ الأكبر». وفي هذا السياق، يعربون عن قلقهم لسكان العالم الحديث (الأخ الأصغر) بشأن تغير المناخ.

## فهرس
- Gómez، FFG (2013). "Learning and adaptation as conservation practices in resilient traditional socio-ecological systems: The Elder Brothers of Sierra Nevada de Santa Marta" (PDF). Revista de Tecnología. ج. 12 ع. 1: 99–109. مؤرشف من الأصل (PDF) في 2016-03-04. اطلع عليه بتاريخ 2013-12-09.
- Reichel-Dolmatoff، Gerardo (1978). "The Loom of Life: A Kogi Principle of Integration". Journal of Latin American Lore. ج. 4 ع. 1: 5–27.
- Reichel-Dolmatoff، Gerardo (1976). "Cosmology as Ecological Analysis: A View from the Rainforest". The Huxley Memorial Lecture. ج. 11 ع. 3: 307–318.
- Reichel-Dolmatoff، Gerardo (1971). Amazonian cosmos;: The sexual and religious symbolism of the Tukano Indians. Chicago: University of Chicago Press. ISBN:0226707318. مؤرشف من الأصل في 2020-08-17.

## روابط خارجية
- مؤسسة سوالنا
- صندوق تراث تايرونا
- مقال ناشيونال جيوغرافيك عن هنود جبال سييرا نيفادا
- مشروع فيلم الأرض المقدسة
- تيد تالكس، واد ديفيس عن الثقافات المهددة بالانقراض ، شعب الكوجي في 8 دقائق و 10 ثوان.
- http://tairona.myzen.co.uk/index.php/culture/kogi_religion_and_cosmology/
- «هنود سييرا نيفادا» . منظمة البقاء الدولية.